# Jaylen Hands
Jaylen Joseph Hands (San Diego, 12 febbraio 1999) è un cestista statunitense.

## Carriera
Dopo un biennio trascorso con gli UCLA Bruins, nel 2019 si dichiara eleggibile per il Draft NBA, venendo chiamato con la cinquantaseiesima scelta assoluta dai Los Angeles Clippers, che lo cedono subito ai Brooklyn Nets, in cambio di Mfiondu Kabengele e una prima scelta futura.

## Statistiche

### College
| Anno      | Squadra     | PG | PT | MP   | TC%  | 3P%  | TL%  | RP  | AP  | PRP | SP  | PP   |
| --------- | ----------- | -- | -- | ---- | ---- | ---- | ---- | --- | --- | --- | --- | ---- |
| 2017-2018 | UCLA Bruins | 31 | 15 | 25,2 | 40,5 | 37,4 | 73,8 | 4,0 | 2,6 | 1,0 | 0,2 | 9,9  |
| 2018-2019 | UCLA Bruins | 33 | 33 | 31,2 | 41,3 | 37,3 | 78,0 | 3,7 | 6,1 | 1,3 | 0,2 | 14,2 |
| Carriera  | Carriera    | 64 | 48 | 28,3 | 40,9 | 37,3 | 76,2 | 3,8 | 4,4 | 1,2 | 0,2 | 12,1 |

### G League
| Anno      | Squadra          | PG | PT | MP   | TC%  | 3P%  | TL%  | RP  | AP  | PRP | SP  | PP   |
| --------- | ---------------- | -- | -- | ---- | ---- | ---- | ---- | --- | --- | --- | --- | ---- |
| 2019-2020 | Long Island Nets | 41 | 18 | 22,6 | 41,8 | 35,2 | 88,6 | 3,0 | 3,5 | 1,0 | 0,0 | 11,3 |
| Carriera  | Carriera         | 41 | 18 | 22,6 | 41,8 | 35,2 | 88,6 | 3,0 | 3,5 | 1,0 | 0,0 | 11,3 |

## Palmarès
- McDonald's All-American Game (2017)
- Antonello Riva Trophy Lega Basket A Ita 2025